# Soul Sound
Soul Sound – czwarty i zarazem ostatni singel zespołu Sugababes z ich debiutanckiego albumu One Touch. Wydany w lipcu 2001, wszedł na #30 miejsce brytyjskiej listy przebojów (najmniej popularny singel Sugababes). Po wydaniu singla zespół opuściła Siobhan Donaghy, a jej miejsce zajęła Heidi Range, była członkini zespołu Atomic Kitten.

## Lista utworów
1. Soul Sound – 3:53
2. Run For Cover (Acoustic Radio One Session) – 3:06
3. Soul Sound (Acoustic Radio One Session) – 4:35
4. Soul Sound – Video